# 瑞巌寺

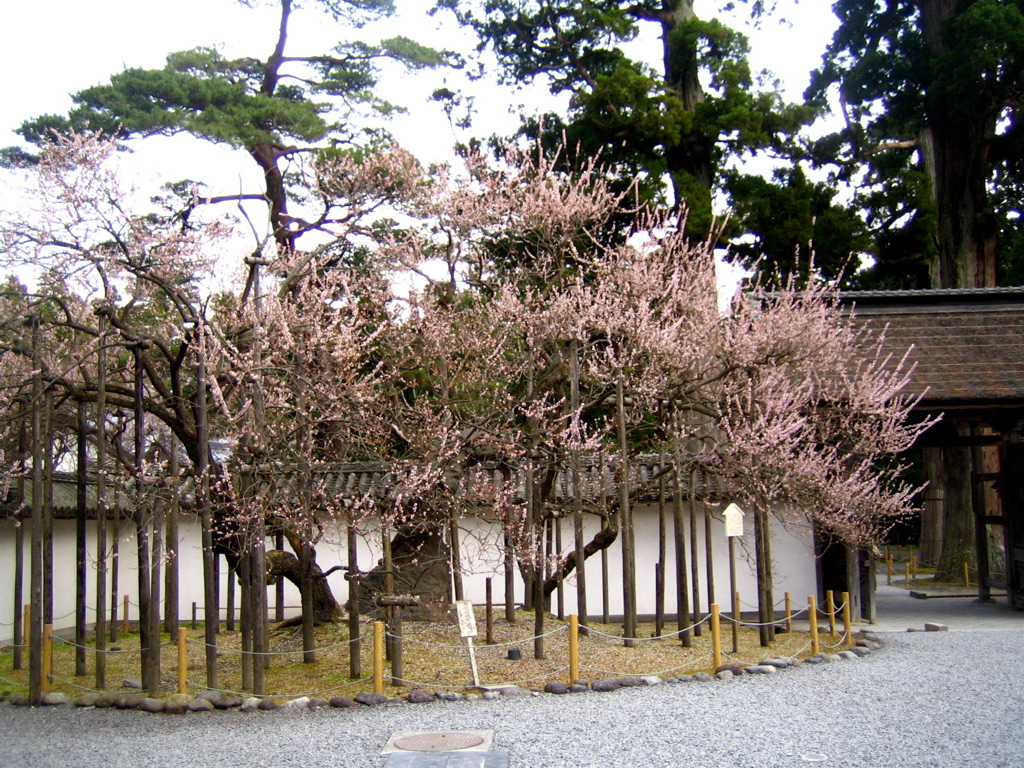
臥龍梅

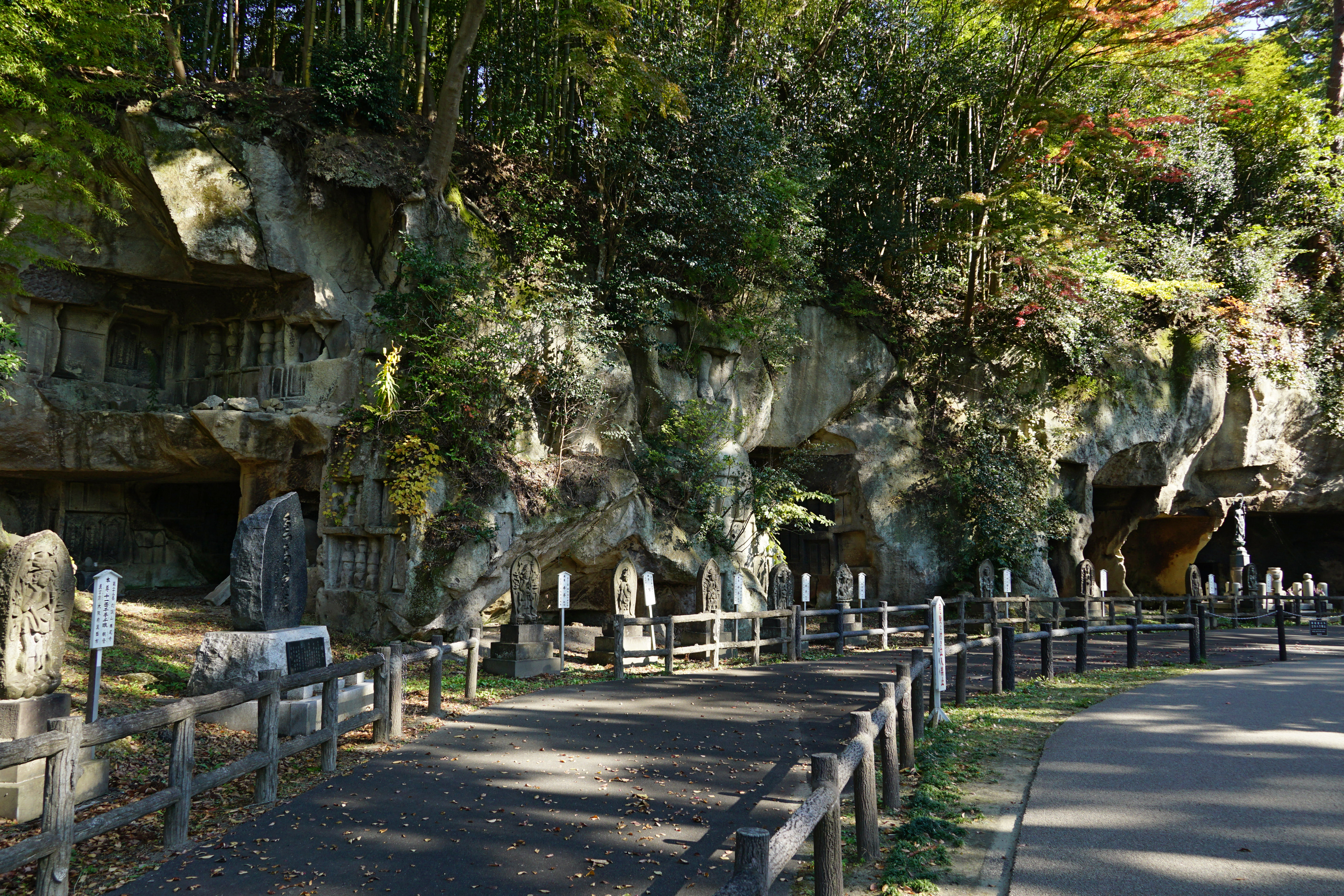
洞窟遺跡群

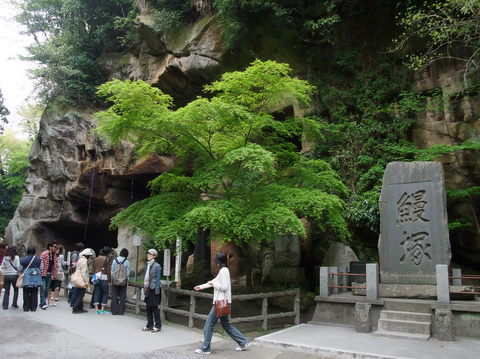
鰻塚

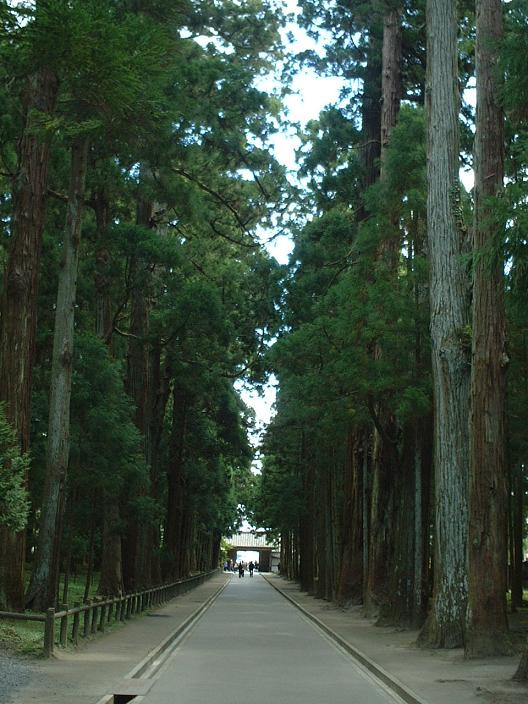
参道（2005年9月撮影）。江戸時代には道の左右に13の塔頭が並んでいた。

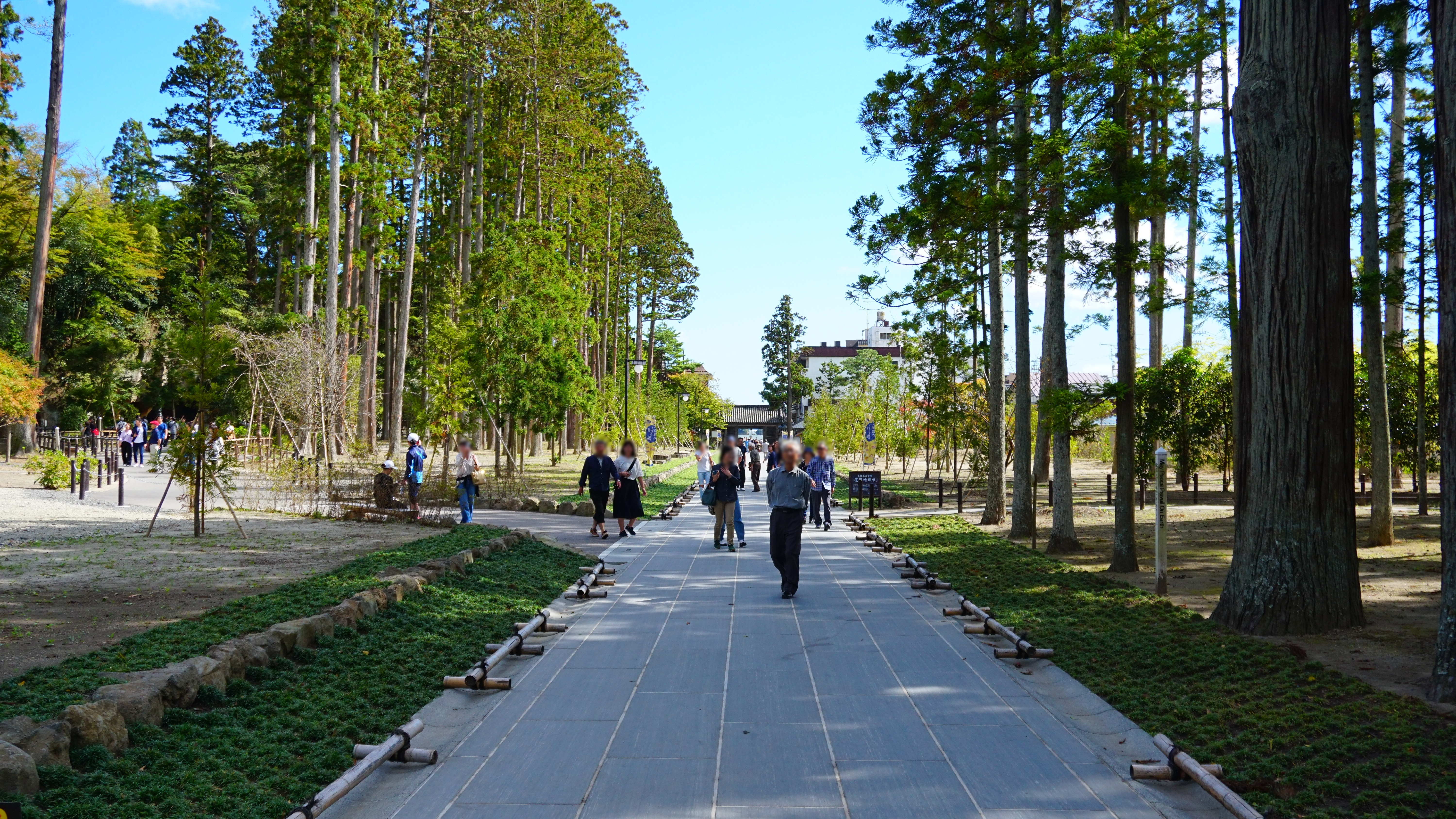
参道（2018年10月撮影）。2011年（平成23年）3月11日に発生した東北地方太平洋沖地震によって引き起こされた津波は、当寺の境内にも浸入し、参道の杉木立の多くが枯死した。

瑞巌寺（ずいがんじ）は、宮城県宮城郡松島町にある臨済宗妙心寺派の仏教寺院である。日本三景の一つ、松島にあり、山号を含めた詳名は松島青龍山瑞巌円福禅寺（しょうとうせいりゅうざん ずいがんえんぷくぜんじ）。平安時代の創建で、宗派と寺号は天台宗延福寺、臨済宗建長寺派円福寺、現在の臨済宗妙心寺派瑞巌寺と変遷した。古くは松島寺とも通称された。
江戸時代前期の元禄2年（1689年）に俳人松尾芭蕉が参詣したことにちなみ、毎年11月第2日曜日には芭蕉祭が行われる。また、大晦日には火防鎮護祈祷である「火鈴巡行」と一般も撞ける除夜の鐘が有名である。
境内には、「臥龍梅」と呼ばれる紅白二本の梅の木があり、伊達政宗の手植えと伝えられている。また、参道にはシンボルとも言える杉並木があったが、平成23年（2011年）3月11日の東日本大震災の津波に見舞われ、その後の塩害によって立ち枯れが目立ったことから、約300本が伐採されることになった。
同じ東北地方にある平泉の中尊寺と毛越寺、山形立石寺と共に「四寺廻廊」という巡礼コースを構成している。

## 歴史

### 天台宗延福寺鳳
平安時代の延福寺については、南北朝時代か室町時代初期の成立と思われる『天台記』が記すだけで、確かなことはわからない。それによれば、延福寺は天長5年（828年） 淳和天皇の勅願寺として慈覚大師円仁が開山した天台宗の寺であったという。円仁が開いたという話は他に正嘉元年（1257年）に書かれた『私聚百因縁集』に記されている。延福寺に限らず、平安時代まで遡ることが確実視される東北地方の古寺には、円仁の開山と伝えるところが多いが、事実ではないと考えられている。円仁は関東出身ではあるが活動の舞台は中央にあった。慈覚開山とされる寺は、慈覚を名目上の開山に立て実際に開いた僧が二世以降に下がった勧請開山とも言われる。
『天台記』はこの寺が奥州藤原氏の保護を受け、文治2年（1186年）に藤原秀衡が死ぬと、嫡子の頼平が栗原郡を寄進したと記す。が、一郡の寄進は信じがたいし、嫡子は頼平ではなく泰衡、秀衡の没年は文治3年である。
また、文治5年（1189年）に源頼朝が源義経を追討した時、延福寺の僧は頼朝のために義経を呪詛したという。松島から少し離れた（あるいは松島まで含めた）陸奥国府域は、奥州合戦勃発前に奥州藤原氏に離反したと推測されており、この伝承は荒唐無稽と言えないものがある。
寺にはまた、見仏上人にあてた北条政子（頼朝夫人）の手紙と、政子が寄贈したという仏舎利が、五輪塔の形をした水晶製の容器に入れられて伝えられている。見仏は円福寺には属さず松島にいた行者である。政子の手紙は自筆ではなく、偽作でなければ後世の写しと見る説が有力である。書簡・寄贈を史実と推定する学者もいるが、伝承を偽とする説も強い。たとえば、容器の形から政子没後の制作と推定し、鎌倉時代に仏舎利信仰を勧めた真言律宗の叡尊の影響を見る説がある。
平安時代の延福寺は現在の瑞巌寺とは別の場所にあり、その位置は不明である。1992年（平成4年）の瑞巌寺境内発掘調査で、9世紀の製塩炉が見つかったことから、その場所が当時は寺院ではありえないことがわかった。延福寺の規模は意外に小さかったのではないか、とする説もある。

### 禅宗への転換
鎌倉時代、禅宗に傾倒した北条時頼（鎌倉幕府執権）は武力で天台派の僧徒を追い、法身性西を住職に据えた。『天台記』で、禅宗への転換は時頼の廻国伝説に付託して劇的に脚色されて伝えられている。それによれば、旅の僧として松島に来た時頼は、祭礼を見物して感動し、大声で祭を褒めた。それが祭を乱したとして、多数の僧徒が時頼を殺そうとした。幾人かの僧のとりなしで時頼は事無きをえて逃れた。時頼は岩窟で修行中の法身に出会い、天台僧を滅ぼして禅宗を広めるという密談を交わした。その後、千人の兵力を差し向けて天台宗徒を追い払い、法身に寺を委ねた。怒った天台宗の僧は福浦島に集まって時頼を呪詛し、死に至らしめたという。
以上『天台記』が記すのは、この紛争についての天台宗側の伝えとされる。禅宗側が伝える時頼は、酒肉をとり色に惑う天台僧の退廃を目にして、法身と語らってから、兵を差し向けたという。この伝えは、江戸時代の享保元年（1716年）に瑞巌寺103世夢庵が記した『松島諸勝記』にある。
いずれの伝でも天台宗徒は立ち退かされたことになっているが、その後も松島で活動を続けたらしく、南北朝時代に寺の支配をめぐって禅宗徒と争った。訴訟に際して禅宗の僧景凱が観応元年（1350年）に書き上げた文書が「当寺雑掌景凱言上状」で、北条時頼の外護を得て開山の法身以来15世にわたって禅宗であったことを主張して天台宗に対抗した。さらに江戸時代初めまで活動を続けたらしきことが記録に残っている。しかし天台派の存在はこうした禅宗側の反応によって知られるのみで、具体的な活動内容は不明である。時頼の外護についても留保する学者がいる。

### 臨済宗円福寺
開山となった法身性才は、中国の宋で修行してから帰国した僧である。彼はしばらくして立ち去り、宋の出身で建長寺を開いた蘭渓道隆が円福寺第2代住持になった。以後は蘭渓道隆の弟子が円福寺に住した。
臨済宗円福寺は将軍家が保護する寺社である関東御祈祷所に指定された。更に北条氏の保護を得て最初五山・十刹に次ぐ諸山のうちに数えられ、後に関東十刹に昇った。当時の建築物は現存しないが、『一遍上人絵伝』に見える。平成3年（1991年）に当時の遺構の一部と多数の遺物が発掘された。他に、嘉暦元年（1326年）の雲版が伝世する。しかし、火災によって戦国時代の終わりには廃墟同然にまで衰退した。天正6年（1573年)頃、93世実堂の代から臨済宗妙心寺派に属した。

### 臨済宗瑞巌寺星

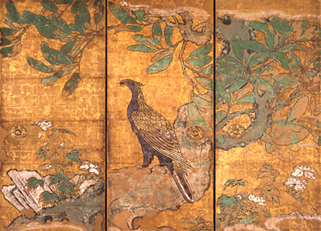
本堂障壁画のうち鷹の間の「鷙鳥図」

江戸時代に入り、松島を含む仙台藩を領した伊達政宗は禅僧虎哉宗乙の勧めで円福寺復興を思い立ち、慶長9年（1604年）から14年（1609年）までの全面改築で完成させた。今に伝わる桃山文化（桃山建築）の本堂などの国宝建築を含む伽藍は、伊達政宗の造営によるものである。この折、寺の名を改めて「松島青龍山瑞巌円福禅寺」と称した。住持が一時不在だったが、寛永13年（1636年）に雲居希膺が入った。
瑞巌寺は仙台藩の歴代藩主である伊達氏が大神主となって保護し隆盛を極めた。この間、それまで瑞巌寺とは別個に存在した五大堂も瑞巌寺の管理下に入った。
政宗の隠し砦という説があり、政宗が徳川家康（江戸幕府）を滅ぼして天下を奪い取ったあかつきには　瑞巌寺に天皇を招き入れる予定であり、その証拠である天皇が座すための間である上上の段の間が存在する。政宗が造った居城(自宅)である仙台城にも天皇を招き入れるための上上段の間があったとされる。
しかし、1868年の明治維新の際の戊辰戦争で仙台藩を盟主とする奥羽越列藩同盟（東武天皇を擁立した仙台朝廷）が明治天皇を擁立した薩長同盟を中心とする明治新政府に敗れると、同年,新政府は神仏分離令を発令し、これをきっかけとして廃仏毀釈運動が起こった。瑞巌寺は明治政府に所領を没収され、収入を失った瑞巌寺は付属の建物の多く荒廃して失われた。しかし、1876年（明治9年）に明治天皇東北巡幸の際に下賜金があり、その後徐々に財政難を脱していった。
その後も皇族の訪問は続き、1918年（大正7年）には皇太子が行啓してアスナロの苗木を植樹。皇太子が天皇となった1947年（昭和22年）には宮城県を戦後行幸した際に訪問の一つとなった。
1923年（大正12年）9月、松島湾で捕れた鰻の供養として地元民の寄付金で鰻塚が建立された。
1953年（昭和28年）に本堂が国宝に指定されたほか、建築物等多くの文化財を有する。1958年（昭和43年）に大書院が完成し、1974年（昭和48年）には宝物館を開設した。宝物館には発掘調査などで出土した円福寺時代の遺物など約3万点が収められている。
平成20年（2008年）11月から平成30年（2018年）まで「平成の大修理」が行われ、2018年6月24日に落慶法要が営まれた。

## 文化財

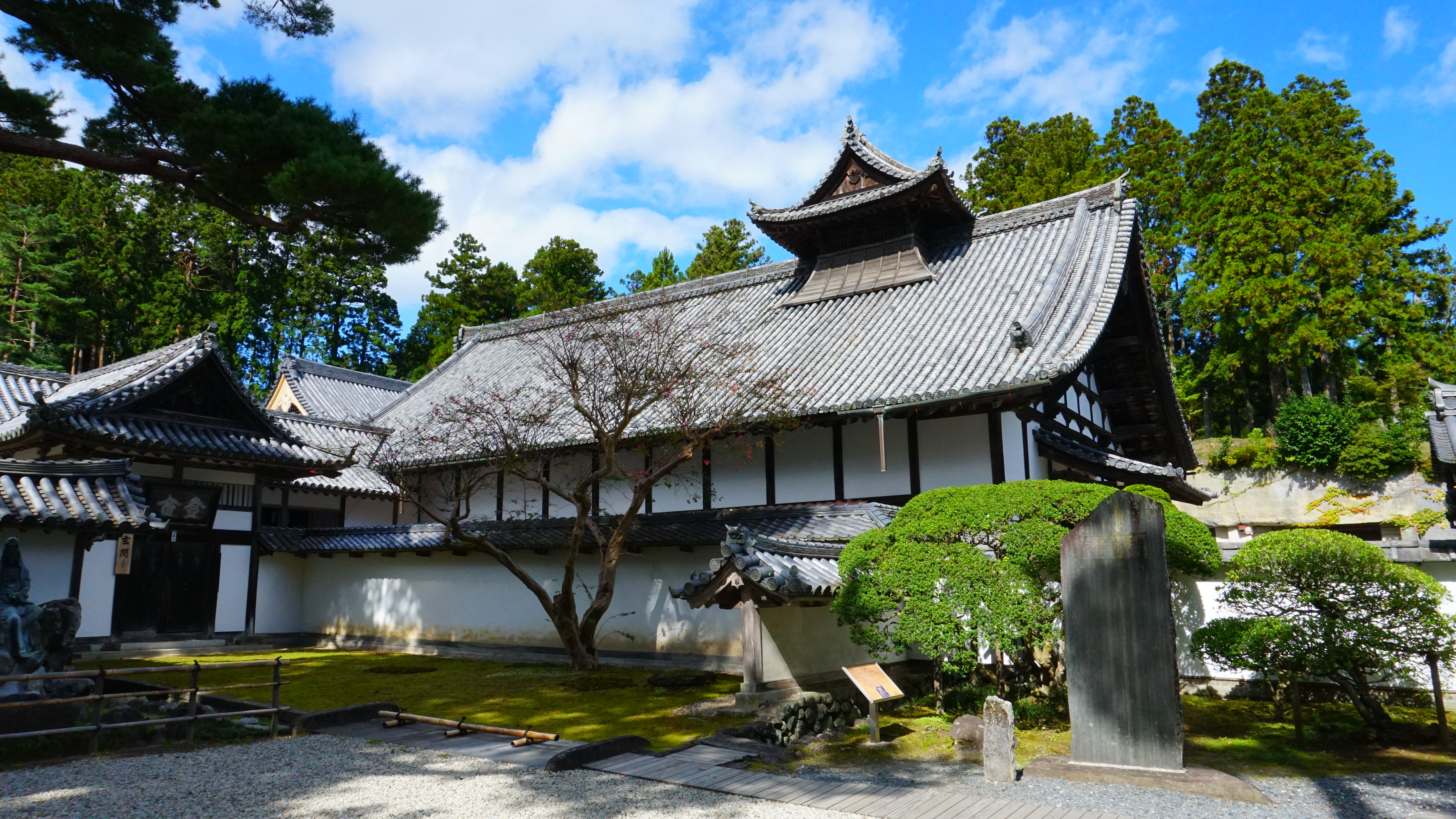
庫裏（国宝）

### 国宝
- 本堂（元方丈）御成玄関附属
- 庫裏及び廊下 2棟

### 重要文化財
- 御成多雨門 附:太鼓塀2棟
- 中門 附:太鼓塀2棟
- 五大堂 附:厨子
- 本堂障壁画 161面、附:障壁画22面、杉戸絵28面（明細は後出）[21]
- 木造五大明王像 5躯 五大堂安置
- 雲版
- 奥州御島頼賢碑 徳治二年（1307年）一山一寧撰並びに書

### 県指定有形文化財
- 瑞巌寺総門（建造物）

### 天然記念物
- 瑞巌寺の臥龍梅（紅白）2本（県指定）
- 瑞巌寺老杉（町指定）：計4本あり、それぞれ単独で指定されている。

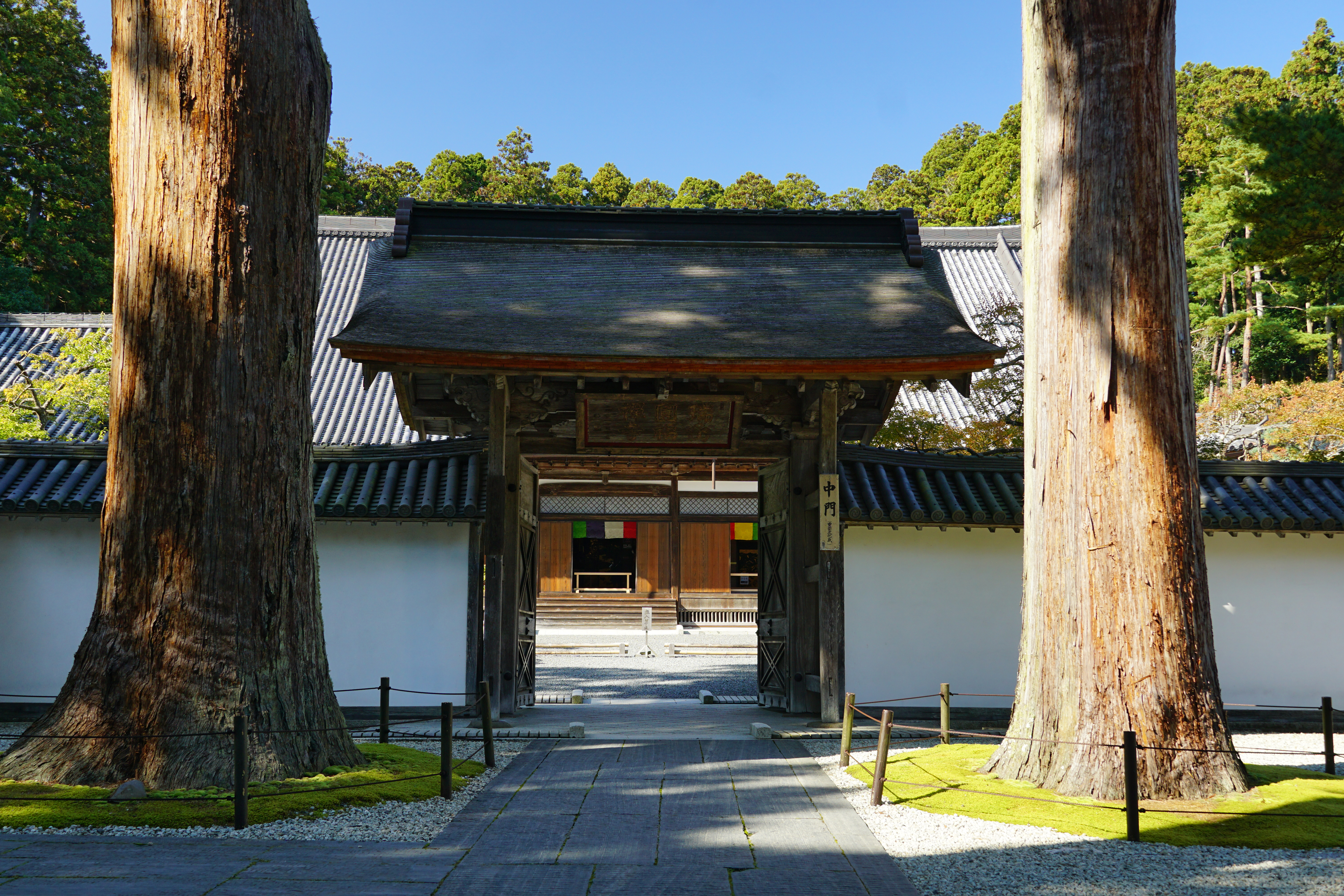
中門（重要文化財）
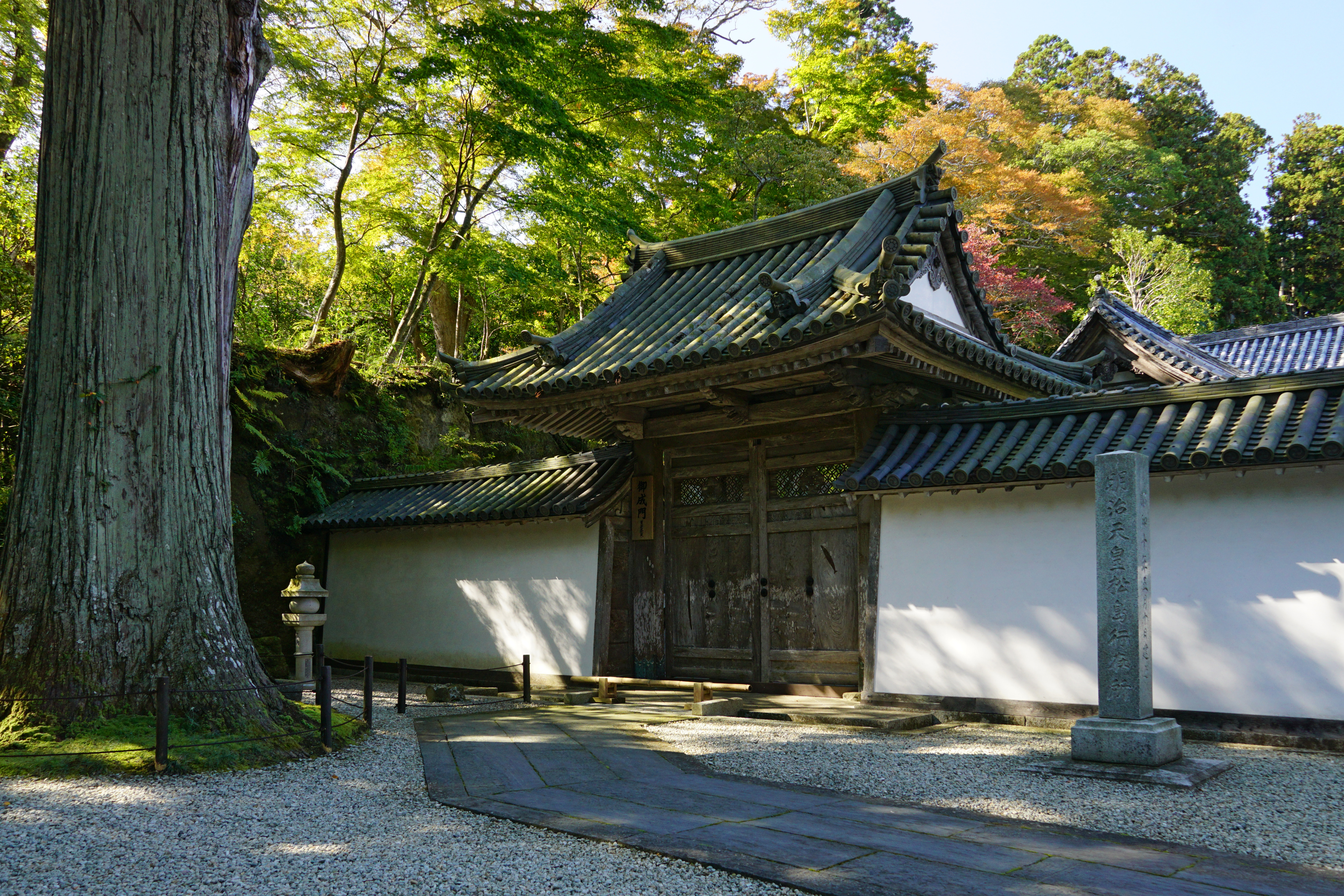
御成門（重要文化財）
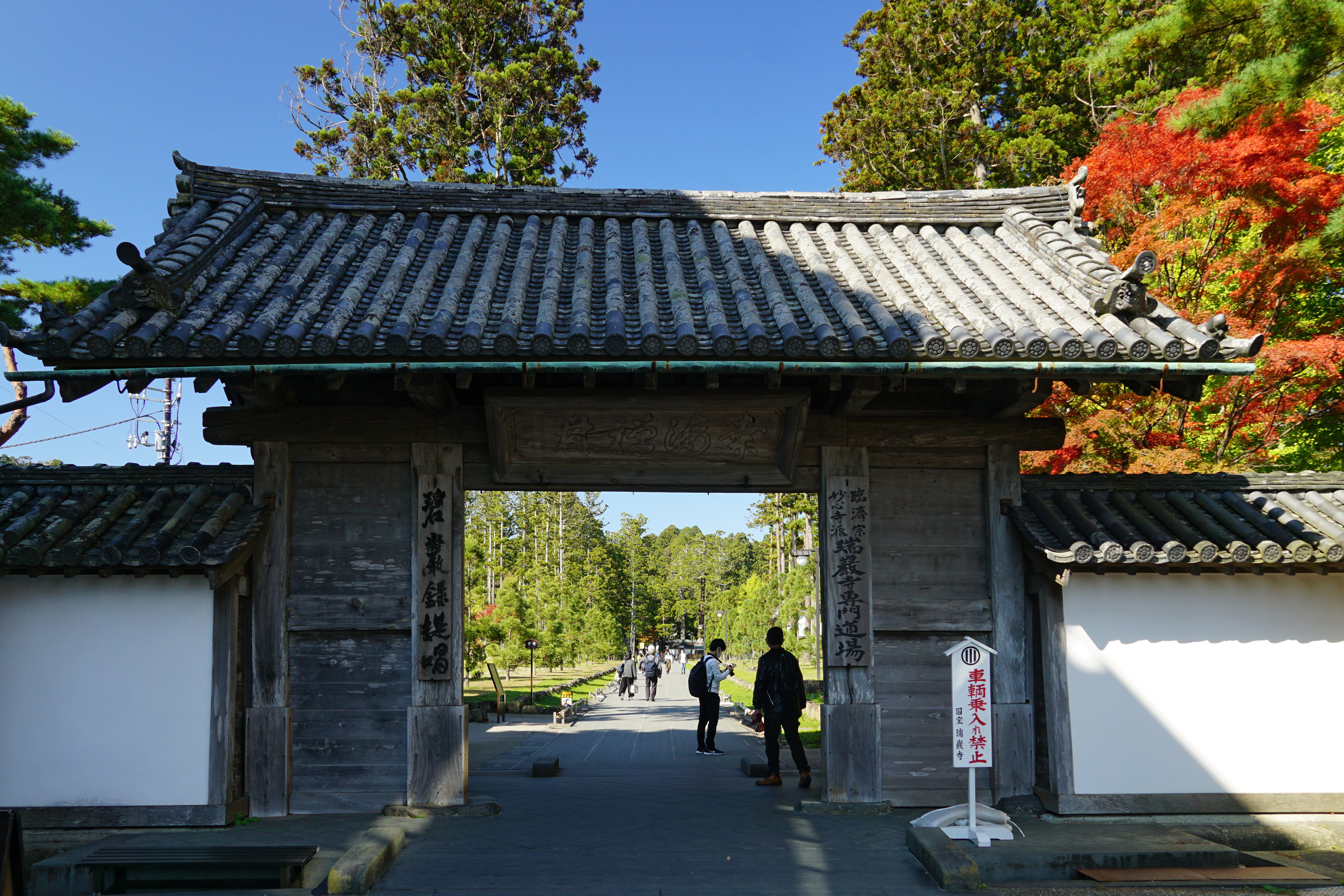
総門（県指定文化財）
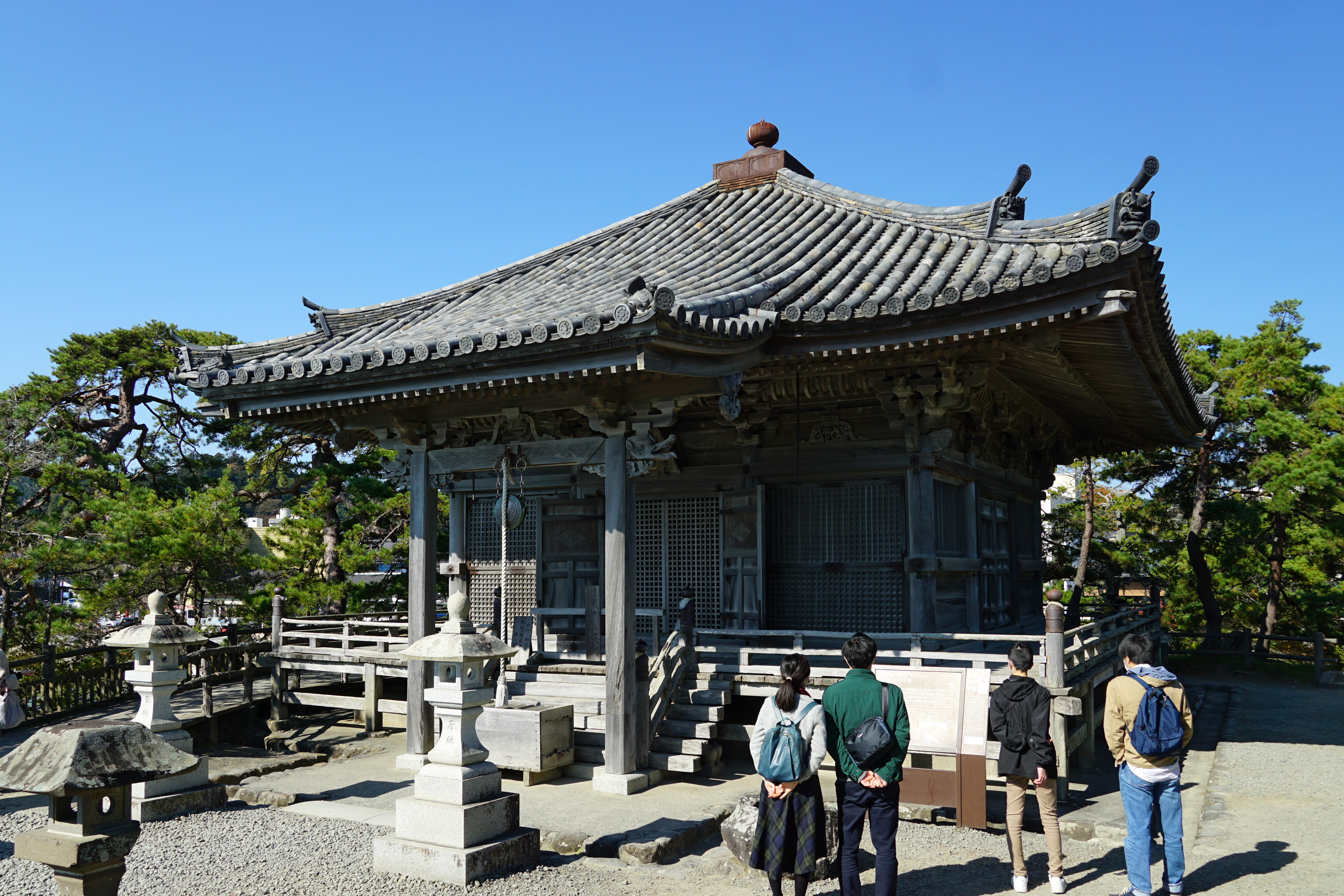
五大堂（重要文化財）
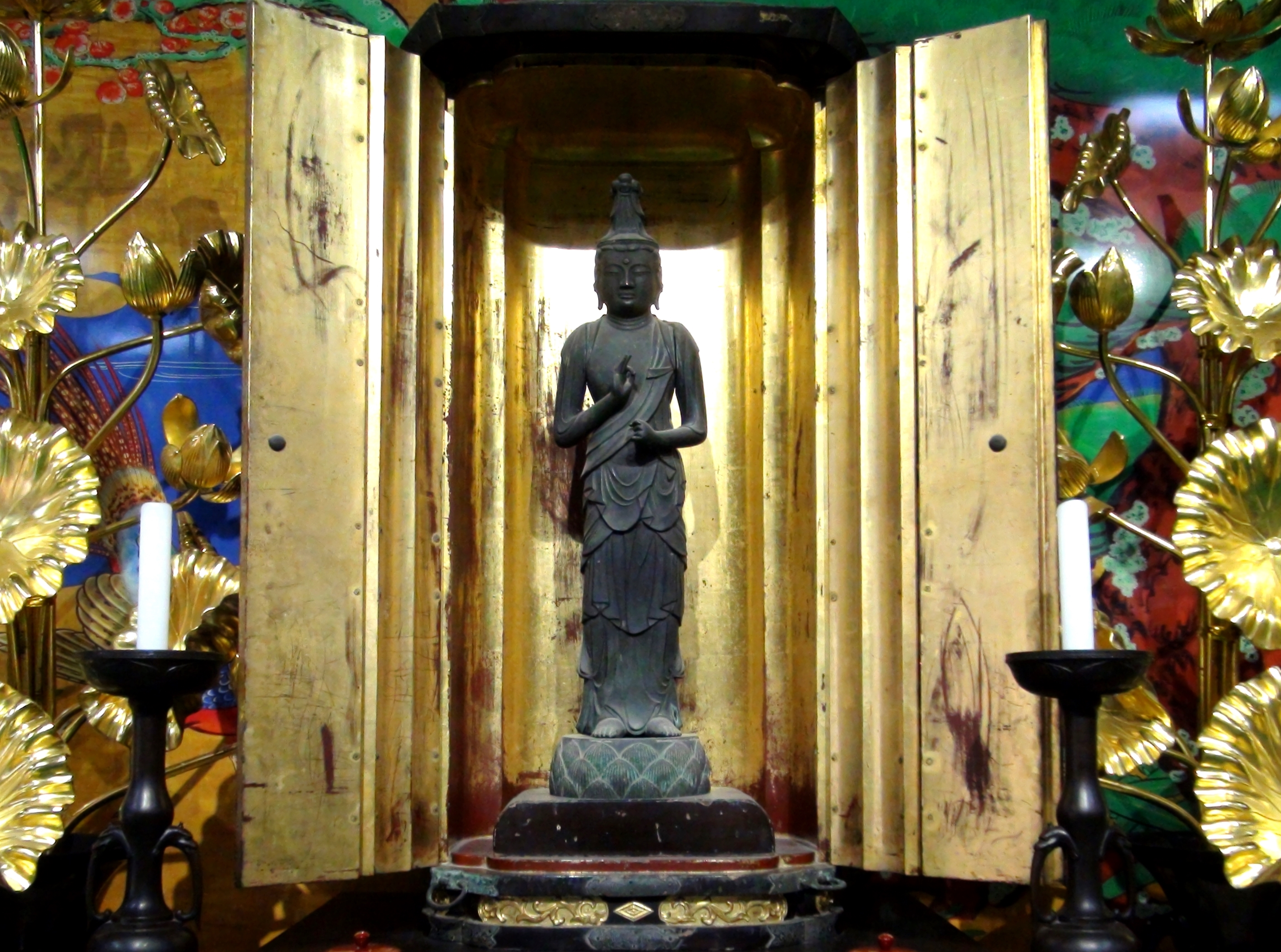
本尊聖観音像

## 拝観

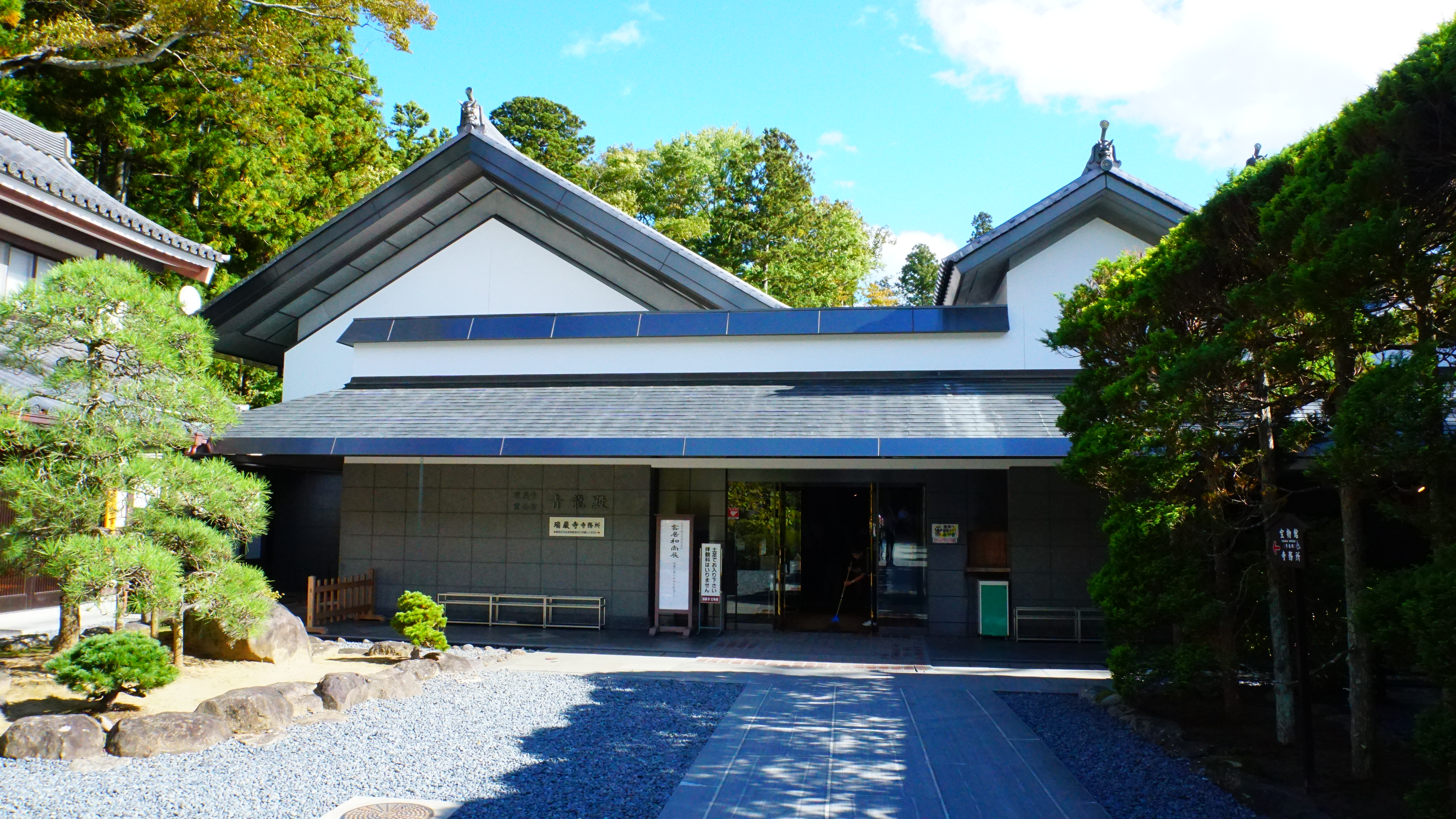
宝物館（青龍殿）
障壁画など重要文化財の収蔵庫および展示室。

拝観時間
4 - 9月 8時30分 - 17時、3・10月 8時30分 - 16時30分、2・11月 8時30分 - 16時、1・12月 8時30分 - 15時30分
拝観料
大人 700円
小人 400円

## 交通アクセス
- 鉄道 : JR仙石線・松島海岸駅から徒歩5分、JR東北本線・松島駅から徒歩20分。
- 自動車 : 三陸自動車道・松島海岸ICより宮城県道144号赤沼松島線（長老坂）を経由して国道45号。